# Погорілівська сільська рада (Баранівський район)
Погорілівська сільська рада — колишня адміністративно-територіальна одиниця та орган місцевого самоврядування у Баранівському районі Волинської округи Української СРР з адміністративним центром у селі Погоріле.

## Населені пункти
Сільській раді на час ліквідації були підпорядковані населені пункти:
- с. Погоріле.

## Населення
Кількість населення ради, станом на 1923 рік, становила 1 658 осіб, кількість дворів — 379.
У 1926 році чисельність населення сільської ради становила 1 033 особи.
Кількість населення ради, станом на 1931 рік, становила 1 145 осіб.

## Історія та адміністративний устрій
Створена 1923 року в складі сіл Погоріле і Табори Баранівської волості Новоград-Волинського повіту Волинської губернії. 7 березня 1923 року увійшла до складу новоствореного Баранівського району Житомирської (згодом — Волинська) округи. 3 листопада 1923 року, відповідно до рішення Волинської ГАТК (протокол засідання № 5 «Про зміни в межах округів, районів і сільрад»), до складу ради включено с. Жари Кашперівської сільської ради, с. Табори передане до складу Кашперівської сільської ради Баранівського району. 28 вересня 1925 року в с. Жари створено окрему, Жарівську сільську раду Баранівського району.
Станом на 1 вересня 1946 року не перебувала на обліку сільських рад. На 1941 рік с. Погоріле значилося в підпорядкуванні Кашперівської сільської ради Баранівського району Житомирської області.